# Johan Wissman
Johan Lukas Wissman (Helsingborg, 2 novembre 1982) è un velocista svedese.

## Palmarès
| Anno | Manifestazione   | Sede       | Evento      | Risultato  | Prestazione | Note |
| ---- | ---------------- | ---------- | ----------- | ---------- | ----------- | ---- |
| 2001 | Europei juniores | Grosseto   | 400 m piani | Argento    | 46"81       |      |
| 2003 | Europei under 23 | Bydgoszcz  | 200 m piani | Bronzo     | 20"43       |      |
| 2003 | Europei under 23 | Bydgoszcz  | 400 m piani | 4º         | 39"64       |      |
| 2004 | Mondiali indoor  | Budapest   | 200 m piani | Argento    | 20"72       |      |
| 2006 | Mondiali indoor  | Mosca      | 4x400 m     | 4º         | 3'00"32     |      |
| 2006 | Europei          | Göteborg   | 200 m piani | Argento    | 20"38       |      |
| 2007 | Europei indoor   | Birmingham | 400 m piani | 4º         | 46"17       |      |
| 2007 | Mondiali         | Osaka      | 400 m piani | 7º         | 44"72       |      |
| 2008 | Mondiali indoor  | Valencia   | 400 m piani | Argento    | 46"04       |      |
| 2008 | Giochi olimpici  | Pechino    | 4×100 m     | 8º         | 45"39       |      |
| 2009 | Europei indoor   | Torino     | 400 m piani | Oro        | 45"89       |      |
| 2009 | Mondiali         | Berlino    | 400 m piani | Semifinale | dns         |      |
| 2013 | Europei indoor   | Göteborg   | 4x400 m     | 6º         | 3'09"42     |      |
| 2014 | Europei          | Zurigo     | 200 m piani | Batteria   | 20"82       |      |
| 2014 | Europei          | Zurigo     | 400 m piani | Batteria   | 46"93       |      |
| 2016 | Europei          | Amsterdam  | 200 m piani | Semifinale | dnf         |      |
| 2016 | Europei          | Amsterdam  | 4×100 m     | Batteria   | 39"37       |      |